# Саша Маркович (футболіст, 1991)
Саша Маркович (серб. Саша Марковић/Saša Marković, нар. 13 березня 1991, Брус) — сербський футболіст, півзахисник клубу «Аполлон».
Виступав, зокрема, за клуб «Партизан», а також молодіжну збірну Сербії.

## Клубна кар'єра
У дорослому футболі дебютував 2009 року виступами за команду клубу ОФК (Белград), в якій провів два сезони, взявши участь у 49 матчах чемпіонату. 
Своєю грою за цю команду привернув увагу представників тренерського штабу клубу «Партизан», до складу якого приєднався 2011 року. Відіграв за белградську команду наступні чотири сезони своєї ігрової кар'єри.
Протягом 2015—2018 років захищав кольори команди клубу «Кордова».
До складу клубу «Аполлон» приєднався 2018 року. Станом на 14 травня 2018 року відіграв за клуб з Лімасола 11 матчів в національному чемпіонаті.

## Виступи за збірні
У 2009 році дебютував у складі юнацької збірної Сербії, взяв участь у 5 іграх на юнацькому рівні, відзначившись одним забитим голом.
Протягом 2010–2012 років залучався до складу молодіжної збірної Сербії. На молодіжному рівні зіграв у 13 офіційних матчах, забив 3 голи.

## Титули і досягнення
- Чемпіон Сербії (2):

«Партизан»: 2011–12, 2012–13, 2014–15
- Чемпіон Кіпру (1):

«Аполлон»: 2021–22